# الشبانات (العراق)
قرية الشبانات وهي قرية في محافظة كربلاء في العراق وتبعد عن مدينة كربلاء 6 كم.
والعراق تشتهر بزراعة الفواكه والخضراوات وخصوصا البرتقال.